# 客家话
客家話，又稱客家語，是汉藏语系汉语族的一种语言，為客家民系的母語，亦是中華民國（臺灣）國家語言之一。其母語人口分佈於廣東東北部、江西南部和福建西南部，即傳統的客家地區；臺灣分佈於桃竹苗、臺中東勢、石岡、豐原、新社以及屏東六堆和花東縱谷等地（臺灣客家文化重點發展區）；東南亞尤其是馬來西亞亦有不少母語人口。客家語在各地有多種稱呼，至1930年代方被正式定名，為語言學界所熟知。客家话曾被太平天國列為官方语言，因为太平天国建國者洪秀全即為客家人。

## 地位
據《中国语言地图集》（1987）中国社会科学院的權威介定，客家话是汉语的一级方言，與官話、粤语、吳语、闽语、晉语、湘语、贛语同級別。
若視漢語為語族，視客家话為獨立語言的話，則客家话下有數支客家话的方言。
無論如何劃分，客家话的地位都與官話、粤语、吳语、闽语、晉语、湘语、贛语等相同，或同為獨立語言，或同為漢語下的一級方言。客家话也是一種聲調語言，這點跟漢語下的一眾語言相同。

## 分布

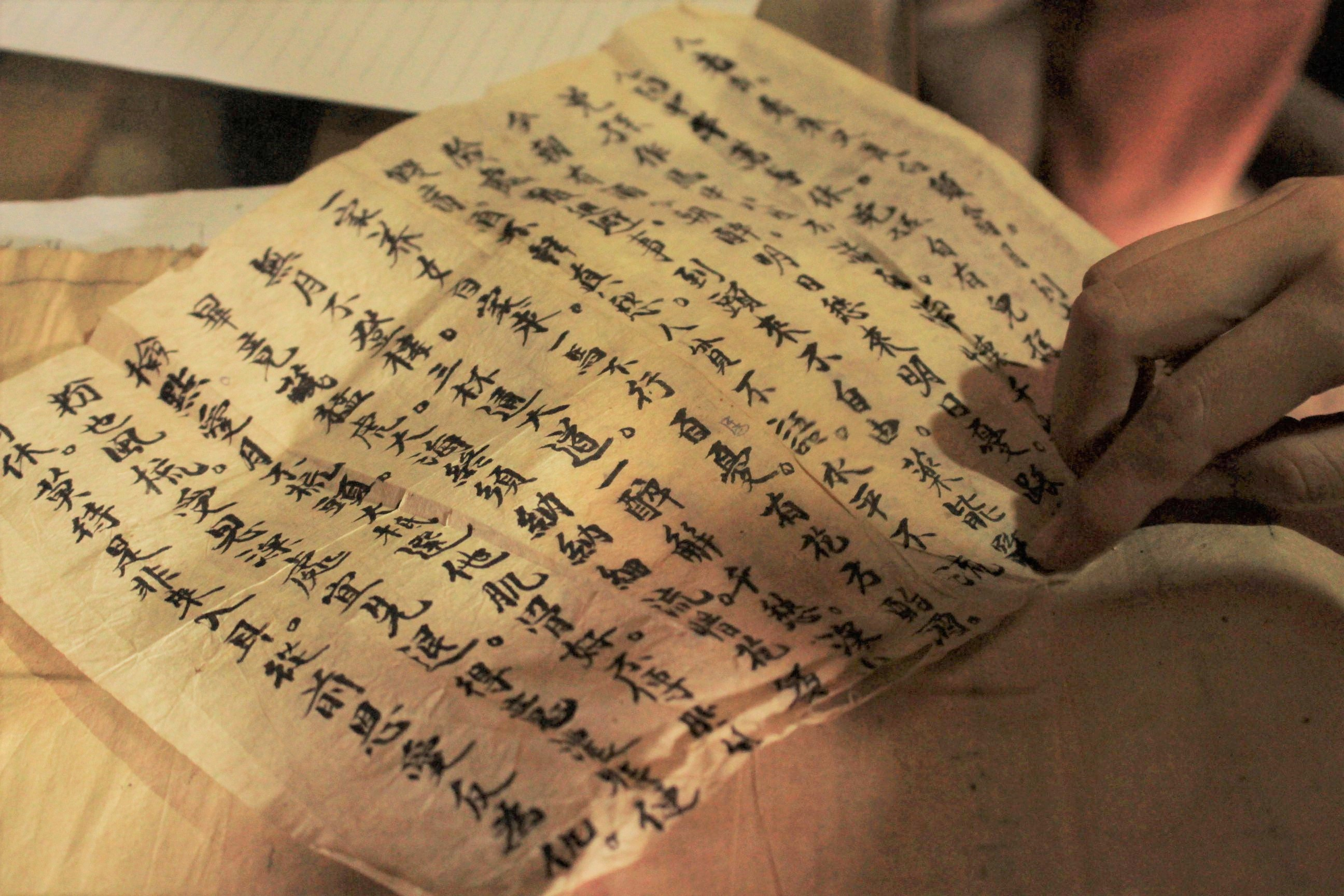
客家話的漢字文學作品

客家话是客家民系的母语，分布区域非常广泛，遍及中国大陸东南沿海、南部、西部包括四川等省份，另亦見於香港（尤其在新界地區）、臺灣及海外客家人移民地区（如毛里求斯、印度等等）。比较集中的中心文化区位于广东省的东北部即粵東、粵北以及江西的南部，福建的西部。即闽粤赣三角地带。亦称闽粤赣边区或者岭东地区。客家话也因此叫岭东语。
在中國大陸，廣東、江西、福建、广西、四川、海南、浙南等地都有客家话的族群，其中廣東2000万人、江西900万人、福建500万人、湖南150万人、四川200万人、广西500万人。
臺灣客家话使用者總共有212萬人，主要集中於桃竹苗、臺中東勢一帶、高屏六堆地區、花東縱谷。臺灣客家话的影響力僅次於中華民國國語和臺灣閩南語。
海外方面有馬來西亞（柔佛州）、新加坡、婆羅洲（沙巴、砂拉越）、印尼（西加里曼丹省、邦加-勿里洞省）、南美洲蘇里南的華裔社群亦通用客家話。

### 客家人在各地的源流、称谓
客家话在不同的地方有不同的称谓。在广东的西部和广西称之涯话、麻介话、新民话，湖南一些地方稱客姓话，在江西則稱之為“懷遠話”。簡稱客話。
在近代，台灣立法將其正名為客家语（Hak-kâ-ngî），簡稱客語（Hak-ngî）。
| 稱謂                           | 分佈地區                                                                         | 稱謂由來 | 附註                                   |
| ------------------------------ | -------------------------------------------------------------------------------- | --- | -------------------------------------- |
| 客家語、客家話、客話           | 广东的东部、北部、珠三角（包括香港），福建，江西南部，湖南東南部，海外大部分地區 | 源自於客家人的稱謂。 |                                        |
| 𠊎話、涯話、哎話、艾話         | 广东西部，广西的南部、東部，海南，越南北部                                       | 因第一人称为「𠊎」（ngai）而得名。                                                                                               | 越南艾族實際上是客家後裔               |
| 新民話                         | 廣西的中南部                                                                     | 相對於壯族人和說白話的人，客家人是新移民，所以漢壯混居地區的當地人稱客家话為新民話。                                             |                                        |
| 粤東話、廣東話                 | 臺灣、四川、陕西等地                                                             | 日治時期為了稱呼和記録的方便，都將籍貫廣東省的臺灣土民記載為「粵籍」或者「粵東人」，而「粵籍」或者「粵東人」的語言稱之為粵東語。 | 目前臺灣已少用“粤东语、广东话”等稱謂。 |
| 臺語、臺灣客家話、客語、粵東話 | 臺灣                                                                             | 專指臺灣客家人所使用的客家话。                                                                                                   |                                        |
| 土广东话                       | 四川和重庆的一些地方                                                             | 土廣東話的名稱最早來源於“廣東話”，後加“土”字以區分客家話和粵語。                                                                 |                                        |

#### 嶠語
嶠，讀作qiáo/ㄑㄧㄠˊ，意為高大的山。原來指五嶽，即東嶽泰山、西嶽華山、北嶽恒山、中嶽嵩山、南嶽衡山；後來“嶠”字又被賦予了中國南方的五嶺的含義，即越城岭、都庞岭、萌渚岭、骑田岭、大庾岭。據説客家人的渊源，可以上溯到晉、唐等各朝代先後从中國中原地區，南遷到五嶺一帶山區定居的古代移民。中原為唐，五嶺為嶠，故居住在南方的客家人，就有了“唐嶠人”、“嶺上人”、“粤嶠人”的别稱。然而事實上，目前定居于中國南方各省的客家人，多是明清時期，政府以“湖廣填四川”、“復界令”等政令，發動組織当時廣東省東部的惠州府、嘉應州、韶州府、廣州府、潮州府及福建省汀州府、漳州府等地的當地居民遷往各地墾荒的。定居於五嶺的古代移民，經過千百年唐嶠之民早已成為南方的新土著。因而不僅没有自稱“客家”的習惯，甚至早已形成以土著自居之實。反而是入清以後，政府組織了這些唐嶠之民南遷廣東省沿海一帶，被廣東省沿海一帶的早期移民（即廣府民系）稱為客家，才有了現今“客家民系”的名稱。

#### 四川：土廣東話
比如四川客家人至今仍稱客家話為土廣東話，甚至是「廣東話」；自稱為“廣東人”。土廣東話的名稱是來自廣東省的移民对自己的語言的理解。這一個“土”字顯示出，這些原來定居於廣東省的居民，不但没有“客家”的自稱，反而早已存在了身為嶺南本土居民的認同。正因為身處廣東省原鄉之時，已經有了身為嶺南本土居民的認同，纔會在他們移民四川時，把這種認同又帶到四川省，並一直保留到現在。然而目前在不少领域，已經把廣東省的别稱“粤”字，作為了以廣州話為基礎形成的所有文化現象的專用名稱。在港澳台，廣東話這個説法目前幾乎極少指客家話，甚至在大多數情況下没有包含客家話，卻可能是指另一種方言，也就是廣州話，英文Cantonese，又名廣府方言。在香港，粤语、廣府話、廣州話這三個名稱在很多情況下，被理解是完全等同的概念，都是指廣州話，英文Cantonese。但在香港的學術界，粤語有可能是包含廣府系、客家系两種方言的總稱。

#### 廣西：艾話
又比如在廣西壯族自治區，一般多稱客家話为“艾話”，而很少稱為客家話。因為“客家”這個名詞是誕生在廣府地區，由於从粤東遷來的移民，在粤東原鄉的時候並没有自称“客家”的習惯，也就没有把這個在廣東西路地區誕生的新名詞，帶到廣西的客家居住區。當地講“艾話”的粤東移民没有自称“客家”，就是很自然的事了。況且事實上在廣西和廣東省西部，早於明代就將講廣府方言的人稱為“客户”，有《亷州府誌》的記載可証。《亷州府誌》中記載的“客户”一説，並非指定居深山，以耕作為生的粤東移民，而是指定居城廓，從事商業的廣府移民。既然當地已經有“客”的存在，也就不可能把後来從粤東遷來的移民，也就是講艾話的人，又稱為“客家”了。至今，在廣西仍將客家話稱為“艾話”或者“新民話”，將廣府話稱為“客話”或者“土白話”。“客話”這個説法，在廣西，一般會讓聽者感覺是指廣府方言。廣東省西部和廣西稱廣府人為客户，是因為在廣西講土白話的居民，跟艾人一樣，原來也同樣不是當地原住居民，而是宋元以來從廣東省廣府地區遷去的。

#### 台湾：粤東語
在台湾，明代末年就有廣東省籍客家人随鄭成功的軍隊入台。為了稱呼和記録的方便，在台湾，早期一般是把籍貫福建省的軍民稱為閩南籍、閩南人，也就是現在台湾的閩南族群；籍貫廣東省的就稱為粤東籍、粤東人，也就是現在台湾的客家族群。其實“閩南”、“粤東”原來分别是福建、廣東两省全省的别稱，與今天僅指两省部分片區的概念，並非完全等同。在台湾日治時期的各種文獻之中，都將籍貫廣東省的台湾土民記載為“粤籍”或者“粤東人”。但1945年日治時期結束之後，誕生於廣東的客家學说，逐漸傳入台湾。在中國大陸，自1933年11月《客家硏究導論》出版後，客家變成了一門正規的學術。原來在廣東省西路先居之民口中作為鄙夷用語的“客家”一説，被論証為西晉永嘉年間“五胡亂華”為始，衣冠南渡的移民，這種説法迅速得到不少粤嶠人士的追捧，奉為圭臬。1945年前後正值這種學説呈上陞之勢的時期，所以民國時期開始之後，“客家”的説法迅速在台湾取代了原來粤籍、粤東人等等所有説法。台灣客家话在日治時期則常被稱為廣東語，並出版諸多相關作品。

#### 廣東：福廣音
在廣東省東部地區，一般人認為客家話包括两種音系，一是水源音、一是福廣音。水源音是從江西省的東江水源地而來的，所以叫做“水源音”；福廣音是發端自福建九龍溪流域，爾後傳入廣東省境内形成的，所以叫做“福廣音”。惠州府一帶也有把從福建省傳入廣東省的音系稱為“歸善音”的説法，見於《長寧縣誌》、《惠陽縣志》可証。

#### 江西：本地話
江西省赣南地區的客家話，過去有“本地話”的自稱，後來又誕生了“廣佬”和“廣佬话”的説法。江西省的客家對周邊的相鄰民系也有特定的稱謂，如福建（閩南）、鮌侖（廣府）、彭鄱（赣語）；曰鹤佬、鄱佬。

## 客家話的起源

### 宋代贛語東支論
1990年代以來，學界一般認為客家話的音韻，大體在宋代形成（或泛指為「晚唐五代至宋初」），語音上有極小量南朝通語的痕跡。劉鎮發（2001）指出客家話是宋代贛語的東支，發展至明中葉在贛語內自成一支。江敏華（2011）從共同創新的角度論證了贛語的全濁清化送氣與部分贛語東部方言的人稱代詞複數詞尾都是與客家話有效的共同創新。
其他贛語在明清時受官話大幅侵蝕，而贛語東支卻只有很少官話成份，是由於南宋時江西南部講贛語東支的漢人已大舉侵入並墾殖畲人（屬苗瑤）世居的閩西山區。元朝、明朝優待的科舉名額和徭役，引來閩西山區的贛系漢人和畲人互相合作；最終促成畬語母語者大規模漢化（贛化）並語言轉換。鄧盛有（2007）指出「客家話...有一些是苗瑤語和侗台語的古代同源詞，這些詞彙的音義都屬於苗瑤語、侗台語中極為存古的...若從客家話的詞法現象、動物性別修飾成分的逆序構詞現象和表示動作重複的副詞的後置現象等來看，顯然客家話和苗瑤語、侗台語之間有十分緊密的連繫關係」。

### 中原論

羅香林認為，客家人經歷五次大遷徙，從中國的中原來到南方落腳定居

羅香林的「客家人由中原五次南遷」論調曾經風行一時，部份語言學家於這傳說，立志要找到證據支持客家話源於北方」。所謂「中原」，一般指客家話源於西晉或南朝，例如鲁国尧、张光宇等，少數指源於唐五代西北方言（丁邦新）。
在1933年羅香林寫下客家民系開山之作《客家研究导论》之前，客家話的語言系屬分類在1920年代一般歸入贛語或粵語之中，羅香林在1933年提出「客家人是汉族里头一个系统分明的富有忠义思想和民族意识的民系，客家先民是因受到中国边疆少数民族侵扰影响，逐渐从中原辗转迁移到中国的南方来的，而且自认为是中原最纯正的正统汉人的后裔。」受該書影響，客家話在1947年被學界列入「漢語大方言區」。1980年代廣東、福建借助羅香林的客家源流觀點拉攏海外客家「僑商」投資，學術界開始發覺羅香林其實是主觀地「透過對於地方志、族譜的重新解讀，創造獨特的客家歷史」。
客家語被稱為唐宋中原古漢語的活化石，也是客家文化最顯著的標誌之一。客家語中有不少唐宋時期的書面用語，並保留了唐宋時期的古漢語音韻，也保留了中原地區的古漢語詞語與常用詞一些詞語的發音特徵。
章太炎在《客方言》中從語言學的角度，證明客家語源於中原，保留中州音韻。客家先民原本主要是中原一帶的士族。當時講的是中原漢民族的共同語言雅音，是當時北方地區通行的交際語，即官話。
客家語中保存了許多古代漢語的詞彙、語音和語法，如無齒唇音、無翹舌音，單音節詞比較多，保留著入聲字的讀音等，因而被語言學家稱為古代漢語和中原音韻的活化石。用今天客家語誦讀詩經中的《國風》及一些唐宋詩詞，不但順口，而且押韻。究其原因，正是因為客家話保存了中原音韻之故。從《詩經》、《禮記》、《左傳》等先秦典籍中找出了音、義相同或相近例子，分類列為131個條目，有力地證明了先秦、兩漢古音韻在客家語中的確鑿存在。

## 與其他漢語族語言的關係

### 與閩語
羅肇錦的指導博士生鄧盛有的博士論文（2009）指出「有些詞彙是客、閩語中共同來自於苗瑤語的底層詞彙成分，除了詞彙外，客、閩語在詞法上也有和苗瑤語一致的表現情形，因此，客語和閩語不僅在漢語成分上有許多相同的表現情形，從非漢語的詞彙、詞法上來看，兩者之間也有許多相同之處。客、閩語在早期的形成過程中，應該有過共同的苗瑤語來源。」

### 與贛語
羅常培在1942年《从客家迁徙的踪迹论客赣方言的关系》最先提出兩者關係。
音韵方面，赣语与客家话是最为接近的。一般认为，宋朝江西省裡，客、赣兩者有着发生学的关系。这就导致现代客家话和现代赣语在发音特点上有较大的接近。过去有不少语言学家将它们合称为客赣方言（客赣语）。不过，这种分法得到许多客家研究学者的反对，他们认为客家话是客家民系的重要标识，因而不应该与赣语合二为一。20世纪80年代以后，语言学家们发现了赣语和客家话之间虽有一些共同之处，但差别还是非常明显的，因而拆分为二的看法得到越来越多的语言学者的认同。

### 與粵語
在词汇方面，粤语与客家话是最为接近的。根据语言学家连春招博士的研究，抽取日常基本词汇3000条对客家话、赣语、粤语、闽南语进行对比，客家话与粤语共同词汇率最高，达733条，远高于客家话与贛语的543条、客家话与闽南语的435条。闽南语也与客家话有大量同源基本词汇，如「朘」、「膣屄」、「汝」、「毋」等。香港新界原居民的粵語方言圍頭話之用語「掌牛」（看管牛隻），與客家话之「掌牛」[tsɔŋ ŋiu]相同。

### 與各大方言的韻母相似度
|      | 北京(%) | 濟南(%) | 西安(%) | 漢口(%) | 成都(%) | 揚州(%) |
| ---- | ------- | ------- | ------- | ------- | ------- | ------- |
| 太原 | 60.8    | 60.7    | 61.4    | 58.2    | 61.6    | 63.1    |
| 蘇州 | 49.9    | 51.1    | 54.8    | 54.9    | 54.5    | 60.8    |
| 溫州 | 39.4    | 42.8    | 44.1    | 42.2    | 44.1    | 40.7    |
| 婁底 | 49.0    | 48.1    | 48.8    | 53.0    | 50.6    | 45.9    |
| 南昌 | 58.2    | 49.8    | 53.3    | 60.2    | 61.8    | 54.3    |
| 廈門 | 48.0    | 43.9    | 47.1    | 50.7    | 47.7    | 45.9    |
| 潮州 | 44.3    | 41.5    | 46.5    | 46.8    | 49.9    | 47.5    |
| 梅州 | 52.8    | 46.5    | 47.0    | 56.2    | 57.2    | 50.2    |
| 廣州 | 47.5    | 45.4    | 45.5    | 47.0    | 45.4    | 46.7    |

## 古代文獻記載
早在宋代，客家大本營的梅州和汀州的語言就曾引起當時人們的注意。
1. 南宋庆元间任汀州教授的陈一新，在其所写的《跋赡学田碑》有云：“闽有八郡， 汀邻五岭，然风声气习颇类中州”。差不多同时代的刘克庄（今福建莆田人）在他咏漳州风物的诗句中有：“风烟绝不类中州”。比照着看，可见在宋人眼中境土相邻的汀、漳两州居民的方言和文化面貌是不同的，汀民类中州，而闽南漳民相差较大。
2. 明代《永樂大典》引宋代《漫遊集》《過汀州》詩一首：“地勢西連廣、方音北異閩”。說明宋代汀州地區的語言方音接近當時的北方古漢語而異於閩語。
3. 明代《永樂大典》引宋代《圖經志》曰：“潮之分域隸於廣，實古閩越地。其言語嗜慾與閩之下四州頗類，廣、惠、梅、循操土與語，則大半不能譯。惟惠之海豐與潮為近，語音不殊。至潮梅之間，其聲習俗又與梅陽之人等”。說明當時潮州與梅州都有各自的土音，彼此不能相同。而梅潮之間所操土音則與梅州同。宋代潮梅之間相當於今天的大埔豐順等地，皆是操客家话的地區。這揭示當時方言分佈於今天大體相同。可推斷早在宋代客家方言已經形成。
4. 明代嘉靖年間《惠州府志》，記載興寧、五華地區的方言、風俗曾記載所：“言語習俗，與贛相類”，說明當時五華興寧地區的語言和江西省贛州市地區的方音相似。
5. 明代正德年間《興寧縣志》，有當時興寧方音較詳細的記載：“其聲大率齊韻作灰，庚韻作陽，如黎為來，聲為商，石為鑠之類，與江南同。乃出自然...亦有楊黃不分之陋。”也有當時一些詞彙記載：“謂父曰阿爸，母曰阿姐，呼哥嫂辄以亞為先之，如兄則曰亞哥，嫂曰亞嫂，呼小廝曰孻，呼兒曰泰，遊樂曰料，問何物謂罵介，問何人曰罵堇，無曰冇，移近曰埋，其不檢者曰散子，其呼溪曰開，嶺曰兩”。表明當時人已經注意到客家话詞彙上的特殊性。[39]
6. 清代康熙年間武平人林梁峰所著《一年使用雜字文》，初略統計，約有3000個詞語，其中客家话特色詞語約有350個。
7. 清代乾隆年間《歸善縣志》收錄了二十多個詞語，如“兄曰亞哥”，“下雨曰落水”等等。
8. 清代道光年間《長寧縣志》記載了當時一些用詞，例如：“地豆”（花生）、“苦麥”（一種略帶苦味的萵苣）。
9. 清代同治年間《贛州府志》記載“贛州界接閩粵，語言文字多與相類...稱水道為圳，字書所無。稱水石相際為屝，見之《象山集》中。有義同而移其音者，恆為常，汝為爾也。有義同而殊其用者：呼為喊，走為行也。有混而不分者：飲酒為食酒。下食之具曰幫飯，幫與佐同，此可解者也。行鳩曰鬧死人，鬧與毒鳩全不相入，此不可解者也。其餘：儒為于，仁為贏，輝為非，胡為巫，馮為洪，荒為方，江浙曰議、曰帖，此皆曰字、約。訟和曰調停，此曰做中。事情關說曰居間，此曰去來人。房屋間架，吳曰幾進，燕京曰幾層，而此曰幾棟。僦屋之稱，吳曰租，燕京曰賃，此曰稅。米穀用斛、斗，此間用桶、籮。算田以畝為則，天下通行，此間以租糧為則。糶籴以米穀為則，此乃以銀為則。”
10. 清代同治年間《河源縣志》也記載了十來個方言詞彙。
11. 清代光緒年間《清稗類鈔》記載廣東有客話：廣東之南雄州，韶州，連州，惠州，嘉應州五屬，及廣州之花縣，龍門，清遠，潮州之大埔，豐順等縣，均操客話。蓋土著以其後至，故稱其人曰客家，乃遂以其言為客話。其語之節湊句度，較之內地不甚相遠，實與六朝音韻相合。

## 現狀

### 母語人口統計
據民族語言網（Ethnologue）統計，至2013年客家话使用人數約4,782萬人，居世界第34名。根據《客家方言的分區》，截至2007年為止全球以客家话為母語的人數大約有4400萬人，但能流利使用者不到3000萬人。

### 中國大陸

在中國大陸，由于各地区文化经济交流的增加，中国大陆的客家人对外普遍使用普通話或粤语，傳統客家地區也一般不使用客家话授课，年輕一代自小接受普通話教育，因此語言傳承不容樂觀。同時，由于普通话电视媒体的普及，客家话又较少用於新聞傳媒和大眾娛樂。目前年輕一代客家人使用客家话的比例在下降，一些人改说强势语言普通话和粤语。以口頭方式流傳的傳統的客家童謠現時已經较少人能完整誦唱。另一方面，在珠江三角洲地區的小部分地方，客家话以「方言島」的形式存在于个别村镇，受粤语和普通話的影響，一些客家人家庭生活用語轉向粤语或普通話。梅县话是一种行用于广东省梅州一带的客语方言，历来被公认为客家话的代表。梅县话或稱梅州客家话在语言学上被称为客家话的代表方言或标准音，梅州廣播電視台客家生活頻道、中國國際廣播電台客家话广播和中央人民广播电台客家話廣播都是以梅县话广播。
在中国大陆的客家地区中，广东省梅州市区（含梅江区、梅县区）及河源市区的大部分公交线路都采取了普通话、客家话双语语音报站系统播报站点，其中梅州市区采用梅县话，河源采用客家水源音（即龙川佗城话）。河源市委宣传部副部长、河源客家古邑研究会会长认为，河源和梅州是客家文化原生态保护区，在客家方言区日渐成为“语言孤岛”的背景下，河源市区公交车增设客家话报站，对于传承河源特有的客家文化尤其是保留原生态的河源客家话（水源音），具有积极意义。

### 香港
香港原屬廣東省廣州府新安縣，是客家人的傳統聚居地之一。香港仍未開埠至1898年英國租借新九龍及「新界」前，客家人已在今天的香港立足多年，屬香港原居民之一。在新界631個原住民村落裏（例如赤柱村、荃灣三棟屋），以客家人為主的村落有341個，佔54％。根據2012年的《中國語言地圖集》，香港客家话被歸類為粵台片梅惠小片。
2010年，假若包括原居民和非原居的客家人，则香港的客家人約有200萬人。雖然客家人（包括原居民及非原居民的客家人）在港數量不少，但現時多數是中、老年香港客家人仍使用客家话，不少香港客家新一代都不會講客家话，或者只懂聽不懂講。這是由於20世紀70年代初，來自五湖四海的內地移民帶來了不同的汉语方言（比如廣州話、四邑話、客家話、潮州話、泉漳話、福州話、上海話等），因此，粵語便成為了香港的強勢語言。現時，在香港以客家话為母語的僅有62,340人，佔香港人口的0.9％；報稱通曉客家话的香港人，亦只有259,738人，佔香港人口的4.7％。以上數據都顯示以客家话為母語的香港人口比例正逐年下降，情況不容樂觀。

### 臺灣

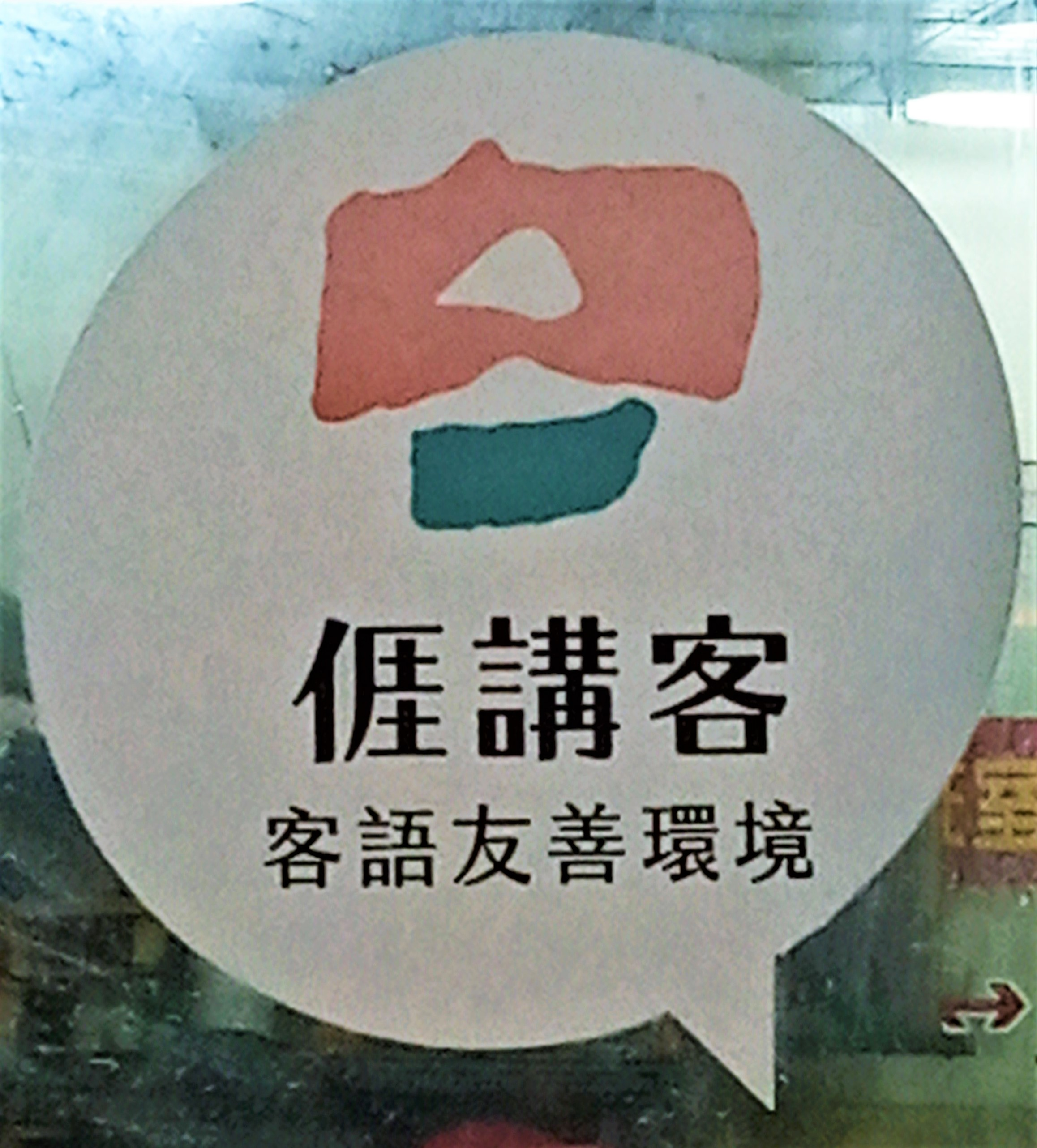
台灣一家餐館的招牌上寫著 [𠊎講客, 客語友善環境。]
(我講客家話, 客家語言友好的環境。)

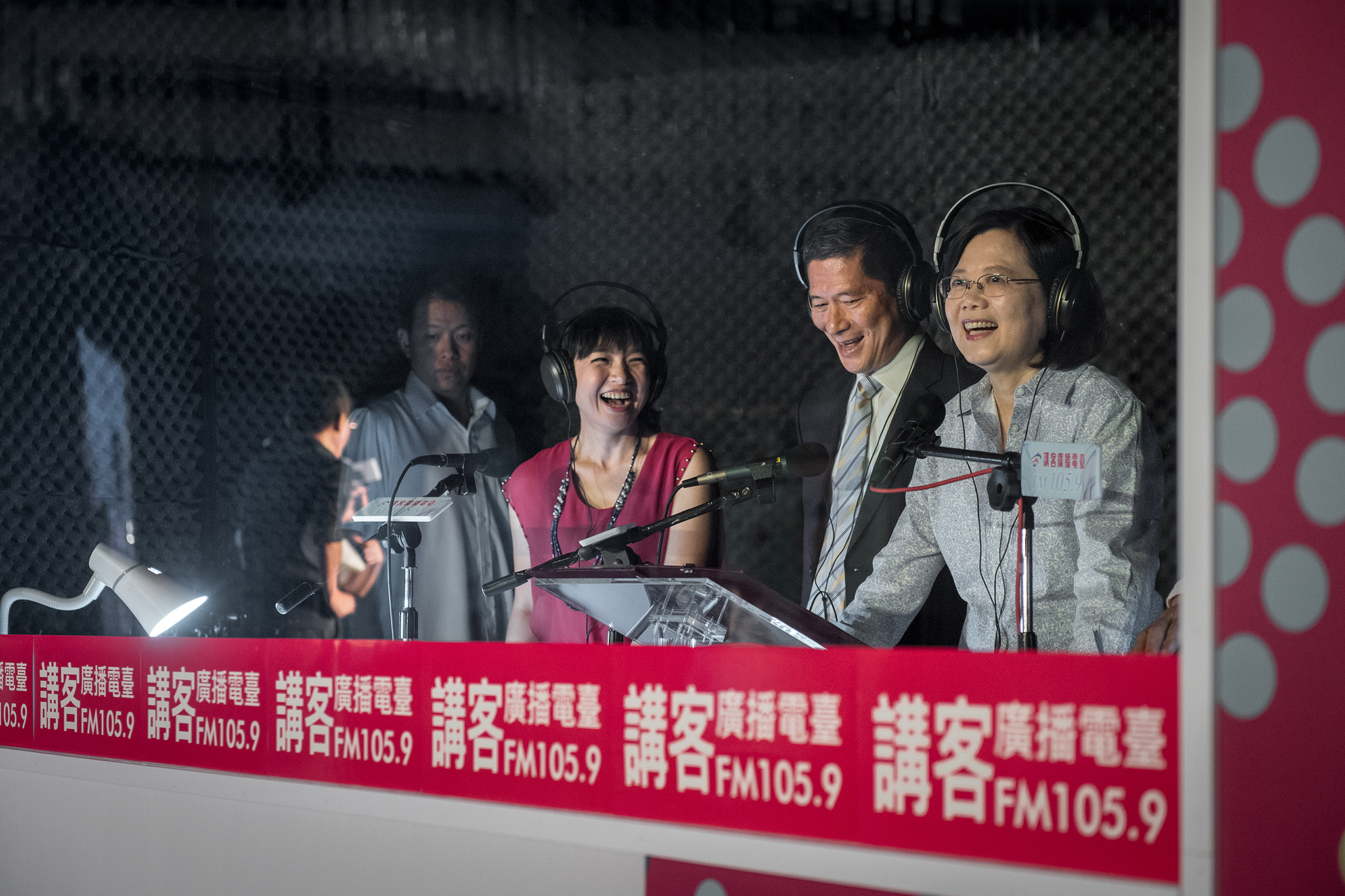
蔡英文於「講客廣播電臺開播茶會」，與客委會主委李永得一同進入播音室發表談話

在臺灣，因客家人在清領前期一度受限於渡臺禁令，而在人數上不如閩南移民，於是今日除國語外，閩南語也成為臺灣的強勢語言之一。因大眾傳播媒體的影響，即使平常不以閩南語互相溝通的客家人，大多可略通閩南語。部份地區客家人集體轉用閩南語，成為福佬客，目前多屬年齡層較高者。而轉向使用國語的客家人更多，尤其是年齡層越低者。根據中華民國行政院客家委員會於2004年所做之調查，30歲以下年輕客家人有三成能聽解客語，而僅一成可流利使用；在家庭語言方面，30歲以下約有60％使用國語、20％使用閩南語、未滿10％使用臺灣客家話。有資料顯示，台湾客家话被认为是地球上衰落最快的语言之一。
近年來，臺灣居民意識到保護母語的重要性，臺灣客家人也不例外，政府成立了專門的機構行政院客家委員會，訂定《客家基本法》，在學校推行台湾客家话教學，同時設立了客家電視台及客家廣播電台、舉辦客語認證，並立法規定火車、捷運等大眾運輸工具需提供台湾客家话播音服務。
2016年1月，蔡英文於電視政見會中承諾，在她當選總統之後，會把客語正式的定為國家語言。並於2017年12月29日三讀通過客家基本法修正案，正式將台灣客家語列為國家語言。

### 馬來西亞
在馬來西亞的華人當中也有不少的客家人，尤其是沙巴地區，目前在西馬的柔佛州客家话依然廣為流傳。而且被分為不同腔調流派的語系，也受到當地文化跟語言的影響，發展出獨特的用語。在馬來西亞的華人方言非常多元化，在文化交流下互相影響，但並沒有其中一種方言取得獨特強勢的影響地位。僅會因為地域性和歷史發展因素造成某種方言是廣為使用的大宗。例如在北馬的檳城使用閩南語的華人居多，不論籍貫都熟悉閩南語；在怡保和吉隆坡中部一帶是粵語為大宗；而南馬的柔佛州一帶，尤其古來和新山為數的不少的華人人口使用和熟悉客家话。在上述使用別種方言為大宗的地方依然可以找到使用客家话的人口。

### 印尼
在印尼，客家話的分布集中在婆羅洲島上，主要分布區域為西加里曼丹省北部地區的山口洋市、三發縣、孟加影縣一帶以海陸腔的山口洋客語作為代表，當地華人口語上稱之為「硬話」，而孟加影縣以南的坤甸市、喃吧哇縣、古烏拉雅縣一帶以梅縣腔的坤甸客語相對，當地華人口語上稱之為「軟話」。

## 下屬方言
客家话分布區域廣泛，具有多種方言。中國大陸、台灣、海外各有不同的客家方言劃分方法。
根據2012年版的《中國語言地圖集》，中國的客家话被分成八個大片，分別是：粵台片、粵北片、海陸片、粵西片、汀州片、于信片、寧龍片和銅桂片。而臺灣的客家话則被歸類為幾個大類，主要是四縣腔（包括南四縣腔）、海陸腔、大埔腔、饒平腔、詔安腔，還有少數的永定腔、汀州腔、豐順腔、長樂腔、平和腔等等。

### 代表音
- 中國语言学家一般把广东梅縣話作为國內客家话的典型代表。台灣則以四縣話为典型代表，大眾運輸之客語廣播多從之。
- 原則上並不存在一个公认的标准口音。普遍而言客語使用者对梅州话作为标准音缺乏认同，多数使用非梅州口音的客家人都不会说梅州话，甚至跟说梅州话的人交流時还存在一定的沟通障碍。
- 在台灣的四縣話因為大眾媒體（客語電視、運輸系統）的普遍，在台灣當地較梅縣話獲得更多推廣空間。

### 内部互通性

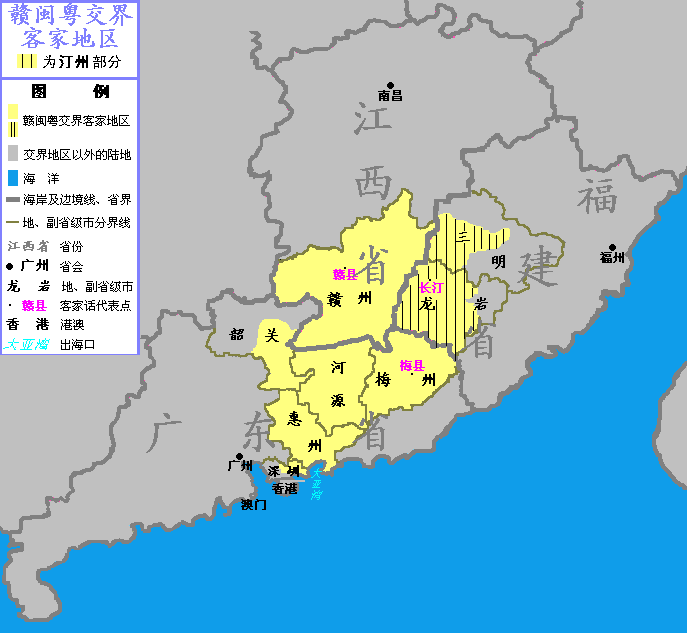
中國大陸（粵閩贛）的客家地區

台灣的客家地區

客家方言内部有相似的一面，也有差异巨大的地方。包括梅州话、惠阳话、四县话等在内的75％（以使用人口计）的客家话可以共通。这75％的客家话也称为主流客家话，包括：
- 广东省梅州市各县（除丰顺县湯南镇外）
- 广东省惠州市各县（除龙门县和博罗县惠城区部分地区）
- 广东省东莞市的凤岗镇、清溪镇与樟木头镇
- 广东省河源各县（除東江沿江部分地区外）
- 广东省揭陽揭西縣（除棉湖镇等县东部七镇外）、汕尾陸河縣
- 广东省深圳市的龙岗区、盐田区以及宝安的龙华、石岩、观澜、九围、麻布、关内等30％的地区如南山之南水、西丽、白芒等。
- 广东省中山市的五桂山及南朗镇、板芙镇、东区長江村等部分村鎮。
- 广东省台山市赤溪半島及附近地區
- 粤北部分客家地区(韶關新豐、翁源、英德、佛冈、仁化、乐昌等縣)
- 江西省赣州南部各县（龙南等三南地区、安远、寻乌）
- 四川省、重庆的大多数客家话（土廣東話）
- 江西省赣州中北部部分县市
- 江西省吉安部分山区乡镇
- 湖南省浏阳东乡山区乡镇（主要分布于张坊、大围山）汝城县盈洞乡、热水镇等。
- 湖南省东南部的炎陵、桂东、汝城三县大部分乡镇
- 福建省龙岩客家地区南部各县（永定、上杭、武平，以及连城南部，长汀南部）
- 广东的珠三角、粤西、广西、海南的大多数客家话
- 香港客家话
- 大多数的台湾客家語

## 語音特點

### 聲母
- 全濁聲母與次清聲母合流，不論平仄多讀成送氣清塞音、塞擦音。
- 莊組與精組洪音無別，讀齒齦音[ts]、[tsʰ]、[s]。
- 泥、來母不混。
- 曉、匣母逢合口大部分讀作[f]。
- 非、敷、奉、微母部分字讀重脣音。
- 多數點知組聲母二三等不分。
- 多數點知組三等與章組個別字相當一致讀 [t]、[tʰ]。
- 精組分洪細的少，見組分洪細的略多，但尖團多不混。
- 微母字和匣影雲以合口多混同為 [v] 聲母。
- 影母洪音不與疑母混同。
- 多數點把部分次濁去聲字讀成清聲母。

### 韻母
- 同攝（山、蟹、咸等攝）內一二等在不同範圍內有不同讀音。
- 梗攝字白讀多為[aŋ]、[iaŋ] 或帶 [a] 的鼻化韻。
- 山攝開口一等牙喉音字多與合口一等齒音字混同，而韻腹多為 [ɔ]、[o]。
- 宕攝開口一等唐韻與江攝二等江韻字多混同，讀為 [ɔŋ] 或 [iɔŋ]。
- 果假兩攝韻腹的區別普遍為 [o]、[ɔ] 和 [a]、[ɑ] 之別。
- 侵韻莊組字「森」、「蔘」多與其他聲母字讀音有異。
- 遇攝字「五」多有 [ŋ] 的讀音。
- 四等韻（如齊韻）字有讀洪音。

- 宕攝一等字開合口多混同，一般讀作 [ɔŋ]。
- 曾攝開口一等字與梗攝開口二等字（文讀）多不分，讀作 [ɛn] 或 [ɛŋ]。
- 多數點無撮口呼。
- 多數點陽聲韻三分。
- 多數點入聲韻三分兼保留韻尾。

### 聲調
- 多數點聲調為六類，平入各分陰陽，上去雜為二調。
- 古入聲字今聲調大多數按清濁分讀兩調。
- 古次濁入聲字有兩個走向，或與清聲母同，或與濁聲母同。
- 古全濁、次濁部分上聲字除少數地點外均有把常用字讀作陰平調。
- 保留入聲調類之方言，其入聲多為短促調。

### 音韻存古
陝西師範大學邢向東主任認為客家話較西安話更像長安話，現在的西安話和古代的長安話相比，發生了變化。北方話演變得快，而有些方面西安話的改變較北京話大。
於西安外語學院擔任教授的張崇指出，學院派公認目前南方話特別是客家話，相對今日中原話，保留古代的中原方言更多。現代西安方言的人聽不懂周、秦、漢、唐時的長安話，但客家人可能能聽懂一半。客家人從中原到了南方後，形成方言島，內部通婚、貿易、交往，保留從中原帶去的方言。現在仍保留大量入聲音，但西安話中已經沒有。
如果按照隋代《切韻》、唐代《唐韻》、宋代《集韻》等古代出版的韻書記載的發音來分析的話是今天的客家話，如客家話發音的你、我、他就是爾、吾、其的古音。並且客家話詞彙能與現今陝西老派關中話相通。
國學大師章太炎曾對客家語言系統作過一番研究，他選取了63條客家話詞語，用《說文》、《爾雅》、《方言》、《禮記》、《毛詩》、《戰國策》、《老子》等古代典籍加以印證，說明客家方言與古漢語同源。客家話保留中州音韻。
而邱從容《唐朝官話的研究》從日語、韓語及越南語的漢字發音入手，和客家語、閩南語、粵語等方言深入研究，做聲韻特徵比對、歸納、整理及溯源、分析，發現最接近唐朝官話的語言是客家語。客家語無須轉韻換聲，依然能和傳到海外而被保存流傳至今的日本、韓國、越南的漢字發音吻合。
客家话继承了较多古汉语的特性，如完整的入声韵尾[-p̚]、[-t̚]、[-k̚]。一般认为，客家话和唐宋時期中古汉语之间的承襲关系较为明显。比如有些无法用官話、普通话押韵的诗词（如唐诗宋词）在客家话音系中可以做到押韵。
客家话的语音在继承古汉语的基础上，发生了有规律的音变。例如，中古漢語當中，「人」、「日」部的漢字聲母（即日母），在今日普通话裡发为[ʐ-](r-)，客家话则为[ŋ-]或[n̲ʲ-]；「武」的中古汉语发音是[*mioX]，客家话则音变为[vu]（[v-]在部分官话方言和普通话裡并不作为音位存在）。
章太炎《客方言·序》：“廣東稱客籍者，以嘉應諸縣為宗。”“大氐本之河南，其聲音亦與嶺北相似。” 章太炎對客家語言系統作過一番研究工作，選取了63條客家話詞語，用《說文》、《爾雅》、《方言》、《禮記》、《毛詩》、《戰國策》、《老子》等古代典籍加以印證，說明客家方言的詞彙與古漢語同源。
- 中華詩詞學會會長鄭欣淼說「國家對詩歌吟誦的傳承和發展很重視，吟誦是中國人傳統的詩作交流方式，也是一種文化傳承方式，客家話是古漢語的活化石，我第一次聽到了用原汁原味的中州方言 - 客家話吟誦的詩詞，南方的客家話，保留了過去的詩風，很有欣賞價值。」

- 《集韻》吾，牛加切，音牙

- 《說文》我自稱也

- 《爾雅·釋詁》吾，我也。

- 「吾」「我」的古音是nga/ngai，也是客家話「吾」「我」的讀音：牙、涯，符合古音

- 古音「他」為「其」，音同姬，客家話「他」也是叫「其」，也和姬同音

- 古音「你」為「爾」「汝」，客家話「你」也是叫「爾」「汝」

- 按照隋代《切韻》和宋代《廣韻》等韻書記載的發音來分析的話的確是今天的客家話，民國時期的國學大師章太炎就指客家話是千年前的中州音韻。

- 邱從容《唐朝官話的研究》也利用了日本保留的唐音詞彙來分析也的確是今天的客家話，因為發出的音一模一樣。

以聲母為例，疑母[ŋ-]字在大部分官話（除西南官話）完全消失，客家话則保留了疑母，如「魚」字，無論普通話或廣州話都丟失疑母[ŋ-]而讀[jy]，但是客家话讀[ŋ̍]。另外非母、敷母和奉母[f-]在唐末之前並未出現，仍屬幫母、滂母和並母，即所謂「古無輕脣音」，客家话有部分非敷奉母字保留重唇音的念法。如「飯」，普通話讀[fan]，但一些地區的客家话則讀[pʰan]，類似廈門話png。
進一步比較：
- 「吠」字：客家话[pʰoi]，日本吳音[bai]，日本漢音[hai]，閩南語的廈門話[pui]，閩東語的福州話[pui]、[hie]，吳語的溫州話及上海話為[vi]，粵語為[fɐi]，北京話、南京話及蘭州話[feɪ]。[64]

- 「肥」字：客家话[pʰui]，日本吳音[bi]，日本漢音[hi]，廈門話及福州話[pui]，吳語的上海話文讀[vi]，白讀[bi]，粵語的廣州話[fei]，北京話、南京話及蘭州話[feɪ]。[65]

類似的字還有「發」（客家话[pɔt]）、「扶」（客家话[pʰu]）、「孵」（客家话[pʰu]）、「輔」（客家话[pʰu]）、「分」（客家话[pun]）、「糞」（客家话[pun]）、「斧」（客家话[pu]）、「沸」（客家话[pui]）、「肺」（客家话[pʰui]）、「蜚」（客家话[pi]）、「痱」（客家话[mui]）、「飛」（客家话[pi]）等等。

## 書寫形式
客家话過去一直都使用漢字來書寫。19世紀中期，基督教教士為了方便傳教，為文盲的平民創立了多種客家话的拉丁拼音字母。這些拼音字母，大都依照每個地方的鄉談來設計，所以變成了不同地方的客家话的寫法都不同。
世界名著《小王子》亦於2000年從英文轉譯成客家话出版。該書是基於苗栗的方言，一種演變自四縣話的方言。該書亦是雙語版本，不過採用的是通用拼音。
除了以上講述的漢字、教會羅馬字及通用拼音方案以外，其他機構亦有自己的客語拼音方案，如臺灣語文學會就有客音標方案。
中華民國教育部目前採用的客家語書寫原則，是以漢字（包括台灣客家語書寫推薦用字）書寫客家語內容，拼音則採用部訂的客家語拼音方案。

### 引用資料
1. 1 2  .   [2017-05-17]. （原始内容存档于2017-05-31）.
2. ↑  .   [2017-12-29]. （原始内容存档于2018-01-05）.
3. 1 2  《大眾運輸工具播音語言平等保障法》：「大眾運輸工具除國語外，另應以閩南語、客家话播音。」民國89年（2000年）3月31日立法
4. ↑  Hammarström, Harald; Forkel, Robert; Haspelmath, Martin; Bank, Sebastian (编). . . Jena: Max Planck Institute for the Science of Human History. 2016.
5. ↑  . 中華民國文化部.   [2023-03-06]. （原始内容存档于2024-03-15）.
6. ↑  . 馬祖日報.   [2021-06-30]. （原始内容存档于2024-08-15）.
7. ↑  刘村汉 主编．《广西客家方言研究论文集》．广西桂林：广西师范大学出版社，2011，11．ISBN 9787549509119（第一节：客家话：太平天国的“国语”）
8. ↑  “客家语”、“客家话”，在台湾客家话的白话字中分别写作“Hak-kâ-ngî”和“Hak-kâ-fa”。1924年在汕头出版的《客英词典》（A Chinese-English Dictionary: Hakka-dialect as spoken in Kwang-tung Province）中，分别拼写作“Hak-ka-nyi”、“Hak-ka-fà”。
9. ↑  .   [2015-12-22]. （原始内容存档于2015-12-28）.
10. 1 2  . 中華民國司法院. 2010-01-27  [2010-02-15]. （原始内容存档于2022-06-09）.
11. 1 2  吳守禮. . 老醫之家. 2003-04-02  [2012-02-27]. （原始内容存档于2009-06-25）.
12. ↑  孟万春．陕西商洛“广东话”语音研究[J]．延安大学学报(社会科学版)，2008，10(05)，100-103．
13. ↑  黃玉振. . 行政院客家委員會. 2011-05-25  [2012-04-17]. （原始内容存档于2013-09-28）.
14. ↑  . 臺灣總督府. 1931–1932: 406.
15. ↑  肖平．成都“土广东”[J]．四川党的建设城市版，2006，(05)，61-62．
16. ↑  程世平，张雪山．四川客家话与亚文化圈研究[J]．成都大学学报(社科版)，2005，(5)，27-30,50．
17. ↑  野田岳陽《台灣土語叢誌·廣東語》（1900年）、志波吉太郎《廣東語會話篇》（1915年）、劉克明《廣東語集成》（1918年）、台灣總督府《廣東語辭典》（1932年）、菅向榮《廣東語の手引》（1933年）、河野登喜壽《廣東語の研究》（1933年）等等。
18. 1 2 3 4  鄧盛有.  (PDF). 國立中正大學中國文學系博士論文.   [2022-01-20]. （原始内容 (PDF)存档于2022-03-07）.
19. ↑  邓晓华.  (PDF). 《民族语文》. 1999, (3)  [2020-08-11]. （原始内容 (PDF)存档于2019-03-27）.
20. ↑  劉鎮發. . 香港: 學術硏究雜誌社. 2001年: 11. 祖语可以追溯到宋末的赣东方言，当时应该属于赣语的东支。...明代以后，更多人经过闽西进入嘉应州和粤北，部份留下来成为今天的闽西客家方言，但更多说这种话的人进入了广东。...明代中叶可以说是嘉应方言从赣东、闽西方言分离出来，演化成一个方言支系的形成期。 劉鎮發後來將書稿在客家討論區帖文13-16樓公開： . 客家風情. 2007-02-26  [2020-07-04]. （原始内容存档于2020-07-04）.,. 客家風情. 2007-02-26  [2020-07-04]. （原始内容存档于2020-07-04）.
21. ↑  江敏華. 2011. 〈從分群觀點看東部贛語與客家話的關係〉，Ik-sang Eom編《中國方言中的語言學與文化意蘊》，336-364。首爾：Hanguk Munhwasa。
22. ↑   (PDF). 中央研究院歷史語言研究所集刊. 2020, 91 (1). （原始内容 (PDF)存档于2020-07-13）.
23. ↑  羅肇錦《客語源起南方的語言論證》，《語言暨語言學．客語專號》第二期，中央研究院語言研究所，2006年7月，頁545-568。
24. 1 2  冷剑波. . 《嘉应学院学报》. 2007, (4)  [2020-08-10]. （原始内容存档于2020-08-10）. 长期被奉为圣谕的他的客家源流观，受到了来自学术界普遍的质疑和批判
25. 1 2  Hashimoto, Mantaro J. . Journal of Chinese Linguistics (Hong Kong: Chinese University Press). 1992 January, 20 (1): 6-7. The Hakka people are widely believed to have migrated to South China "from the north"- from the Central Plains of China continent in particular. Numerous family records have been utilized to "prove" this legend or ethnic saga. But very clearly this is to a large extent nothing more than a popular belief. [...] Very few studies have ever questioned this legend -- to say nothing of publicly challenging this popular belief. Quite to the contrary, some linguists were obsessed by this belief, and were determined to find linguistic evidence to support the theory of the northern origins of Hakka. For instance, Ting Pang-hsin in his article on Northern Chinese dialects [丁邦新1987〈論官話方言研究中的幾個問題〉], contributed to Languages and Dialects of China, searches for the homeland of Hakka in the north, asking himself why not a single modern Mandarin dialect maintains aspirates for all the voiced stop and affricate initials of Ancient Chinese, if indeed the Hakka people migrated from Shaanxi, Shanxi and Henan. He was therefore very excited, when Gong Gwang-cherng 龔煌城 discovered that voiced stop and affricate initials of a twelfth century Northwestern Chinese dialect were utilized[...].
26. ↑  鲁国尧. . . 鄭州: 河南教育出版社. 1994: 66-80  [2020-08-10]. （原始内容存档于2017-05-16）.
27. ↑  张光宇《闽客方言史稿》 （1996）「总而言之，客家话的起源是西晋末年的司豫方言」
28. ↑  羅香林（1933）《客家研究導論》。轉引自邓晓华.  (PDF). 《民族语文》. 1999, (3)  [2020-08-11]. （原始内容 (PDF)存档于2019-03-27）.
29. ↑  劉鎮發. . 香港: 學術硏究雜誌社. 2001年: 11. 劉鎮發後來將書稿在客家討論區帖文13-16樓公開： . 客家風情. 2007-02-26  [2020-07-04]. （原始内容存档于2020-07-04）.,. 客家風情. 2007-02-26  [2020-07-04]. （原始内容存档于2020-07-04）.
30. ↑  陳麗華. . 台灣. 2015: 293-294頁. 透過對於地方志、族譜的重新解讀，創造獨特的客家歷史...羅香林這一學說影響深遠，是因為這一學說他從文化上闡述客家民系先進性，...絕大多數運用『正統』、『中原』概念塑造客家族群的人均採用其說法
31. ↑  . 2022-03-05  [2022-10-27]. （原始内容存档于2022-10-27）. 中山大學地理科學與規劃學院
32. ↑  . 2014-10-13  [2022-10-27]. （原始内容存档于2022-10-27）. 開封日報
33. ↑  . 2005-02-02  [2022-10-27]. （原始内容存档于2022-10-27）. 中國中央電視台
34. ↑  . 2014-10-13  [2022-10-27]. （原始内容存档于2022-10-27）. 開封市人民政府
35. ↑  . 2020-05-27  [2022-10-27]. （原始内容存档于2022-10-27）. 寶豐縣人民政府辦公室
36. ↑  《从客家迁徙的踪迹论客赣方言的关系》，羅常培，《中国青年》，第7卷，第1号，1942年7月。後結集於羅常培，《语言与文化》，附錄三，1950年，北京大學出版社。
37. ↑  侯精一主编，《現代汉语方言概论》，上海教育出版社2002年出版，143~144页
38. ↑  《方言间韻母系统相似度测度研究》陈海伦
39. ↑  《16世紀興寧客家方言》/The Records of Hakka Dialect in 16th Century （页面存档备份，存于），田志軍 編，江西教育學院學報（社會科學），2009年4月第30卷第2期
40. ↑  林, 文映. .   [2019-04-13]. （原始内容存档于2019-04-13）.
41. ↑  .   [2005-02-25]. （原始内容存档于2019-01-19）.
42. ↑  謝留文，黃雪貞. . 北京: 《方言》. 2007-08-24: 238–249  [2014-12-29]. （原始内容存档于2014-12-29） （中文）. 根據《中華人民共和國行政區劃簡冊》（2004），使用客家话的人口江西大約800萬，廣東大約2300萬，福建大約500萬，湖南大約300萬，加上廣西、四川、海南、台灣、香港及海外華人、華裔的客家话人口，總計4,400萬左右
43. ↑  . 广州日报. 2013年3月8日  [2013年3月10日]. （原始内容存档于2013年3月14日）.
44. ↑  張雙慶 莊初升. . 香港: 商務印書馆. 2003: 14  [2015-02-26]. ISBN 9620716825. （原始内容存档于2015-02-26） （中文）.
45. ↑  .   [2015-05-20]. （原始内容存档于2013-10-05）.
46. 1 2  張振興. . 北京: 商務印書馆. 2012: 116–124  [2016-02-04]. ISBN 7100070546. （原始内容存档于2015-01-01） （中文）.
47. ↑  原居係指1898年7月1日租借新界和新九龍之前，已在香港存在的村落的居民後代
48. ↑  . 中國評論通訊社. 2010-09-23  [2020-08-22]. （原始内容存档于2020-04-19）. 目前香港的客家人約有200萬人
49. ↑  .   [2015-05-20]. （原始内容存档于2015-09-23）.
50. ↑  莊初升 黃婷婷. . 廣州: 廣東人民出版社. 2014  [2015-02-26]. ISBN 9787218087085. （原始内容存档于2015-02-26） （中文）.
51. ↑  . 香港特別行政區政府政府統計處 二零一一年人口普查辦事處. 2011  [2015-02-26]. （原始内容存档于2015-02-26） （中文）.
52. 1 2 3  . 香港特別行政區政府政府統計處 二零一一年人口普查辦事處. 2011  [2015-02-26]. （原始内容存档于2015-09-23） （中文）.
53. ↑  . 香港特別行政區政府政府統計處 二零一一年人口普查辦事處. 2011  [2015-02-26]. （原始内容存档于2015-02-26） （中文）.
54. ↑  吴伯雄的客家情结 （页面存档备份，存于），《南风窗》
55. ↑  . 中華民國司法院. 2000-04-19  [2010-02-15]. （原始内容存档于2017-11-05）.
56. ↑  . 點亮台灣 LIGHT UP TAIWAN. 2016-01-08  [2016-01-30]. （原始内容存档于2018-08-18）.
57. ↑  .   [2018-01-25]. （原始内容存档于2017-12-31）.
58. ↑  .   [2018-01-25]. （原始内容存档于2018-01-26）.
59. ↑  . 西安日報. 2008-01-12  [2020-08-22]. （原始内容存档于2020-09-10）. 客家話比西安話更像“長安話”“現在的西安話和古代的長安話相比，發生了翻天覆地的變化。北方話演變得非常快，而有些方面西安話的改變比北京話還大。”邢向東說。張崇說，“學院派”公認，目前南方話，特別是客家話，相對今日中原話，保留古代的中原方言更多。也就是說，說一口地道西安方言的人聽不懂週、秦、漢、唐時的長安話，但客家人可能能聽懂一半。 客家人從中原到了南方後，形成方言島，他們內部通婚、貿易、交往，保留從中原帶去的方言。他們現在還保留大量入聲音，但西安話中已經沒有。
60. ↑  . 中考網.   [2020-08-22]. （原始内容存档于2021-05-07）. 能与《切韵》《唐韵》《广韵》《集韵》等古代韵书记载的发音对应，今仍保留大量文言文字眼，如客家语发音的你、我、他就是尔、吾、其的古音
61. ↑  . 文庫.
62. ↑  . 開封新聞. 2014-10-13  [2020-08-22]. （原始内容存档于2020-09-10）. 章太炎對客家語言系統作過一番研究工作，他選取了63條客家話詞語，用《說文》、《爾雅》、《方言》、《禮記》、《毛詩》、《戰國策》、《老子》等古代典籍加以印證，說明客家方言的詞彙與古漢語同源。客家話保留的中州音韻，歷時千年，至今基本不變。
63. ↑  . 達拉斯新聞.   [2020-08-22]. （原始内容存档于2020-09-10）. 邱從容從日、韓及越南語的漢字語音，和客家語、閩南、粵語等方言深入研究，做聲韻特徵比對、歸納、整理及溯源、分析，發現最接近唐朝官話的語言是客家話。「唐朝官話的研究」書中指出，從唐朝到現在經過千年歲月，客語無須轉韻換聲，依然能和當時傳到海外而被保存流傳至今的日、韓語、越南的漢字語音吻合。
64. ↑  高本漢B. Karlgen著，趙元任、羅常培、李方桂譯：《中國音韻學研究》（北京：商務印書館，1940，1994，2003），頁586。
65. ↑  高本漢B. Karlgen著，趙元任、羅常培、李方桂譯：《中國音韻學研究》，頁565。

### 研究書目
- 溫昌衍 編 《客家方言》，華南理工大學出版社，2006年第一版。
- 李如龍 編 《客贛方言調查報告》，廈門大學出版社，1992年。
- 鍾榮富（南台科技大學）.  (PDF). 2006年  [2020-08-27]. 國科會專案計畫 NSC 92-2411-H-017-005. （原始内容存档 (PDF)于2020-09-21）.
- 呂嵩雁（國立花蓮教育大學臺灣語文學系副教授）.  (PDF). 臺北市立教育大學學報. 2007年12月, 第38卷 (第一期)  [2020-08-27]. （原始内容存档 (PDF)于2020-09-10）.
- 江俊龍（國立中正大學中國文學研究所）.  (PDF). 國立中正大學中國文學研究所博士論文. 2003年  [2020-09-02]. （原始内容存档 (PDF)于2020-09-10）.
- 徐儀錦（國立屏東教育大學）.  (PDF). 國立屏東教育大學文化創意產業學系碩士班(碩士論文). 2014年.[]
- 鍾榮富（南台科技大學）.  (PDF). 台灣語文研究（第1期）. 2014年.[]
- 邱湘雲（國立彰化師範大學台灣文學研究所）.  (PDF). 109年度客家知識體系發展補助計畫研究計畫. 2021年  [2025-05-13]. （原始内容存档 (PDF)于2025-05-13）.
- 劉鎮發（廈門大學中文系）.  (PDF). 語言文化分佈與族群遷徙工作坊論文集. 2011年  [2022-03-13]. （原始内容 (PDF)存档于2021-06-13）.
- 香港中文大學中文系.  (PDF). 中國文化研究所學報. 1999年  [2022-03-13]. （原始内容 (PDF)存档于2020-03-16）.
- (PDF). 中華民國(教育部). 2012年  [2022-03-13]. （原始内容 (PDF)存档于2021-03-01）.
- (PDF).   [2022-06-20]. （原始内容 (PDF)存档于2022-03-08）.
- (PDF). 中長程個案計畫效益評估委託研究報告. 2013年  [2022-03-13]. （原始内容 (PDF)存档于2022-03-02）.
- (PDF). 中華民國(教育部).[]

## 外部連結
- 中華民國行政院客家委員會
  - 客家語言能力認證考試資訊網
- 香港本土語言保育協會
- 中華民國教育部 臺灣客家語推薦用字（第1批）（页面存档备份，存于）
- 臺灣客家語拼音輸入法（页面存档备份，存于）
- 臺灣本土語言互譯及語音合成系統
- 梅州羅馬字方案（英語）
- 客家語言學：梅州方言的特色（英語）
- 臺灣客家語常用詞辭典（页面存档备份，存于）
- 客語字典
- 臺灣客語詞彙資料庫（页面存档备份，存于）
- 漢字古今音資料庫：查詢客家語各方言單字發音（現代>客語）
- 台灣客家語言地圖網
- 母語學習fun輕鬆
- 哈客網路學院
- 台灣客家數位圖書館（页面存档备份，存于）
- 客語教師進修網
- 中國方言客家話